# Hugh Phillips (arbitre)
Hugh Phillips, né le 4 avril 1921 à Wishaw, est un ancien arbitre écossais de football.

## Carrière
Il a officié dans des compétitions majeures : 
- Coupe d'Écosse de football 1960-1961 (finales)
- Coupe d'Écosse de football 1963-1964 (finale)
- Coupe d'Écosse de football 1964-1965 (finale)
- Coupe du monde de football de 1966 (1 match)